# Sixthof

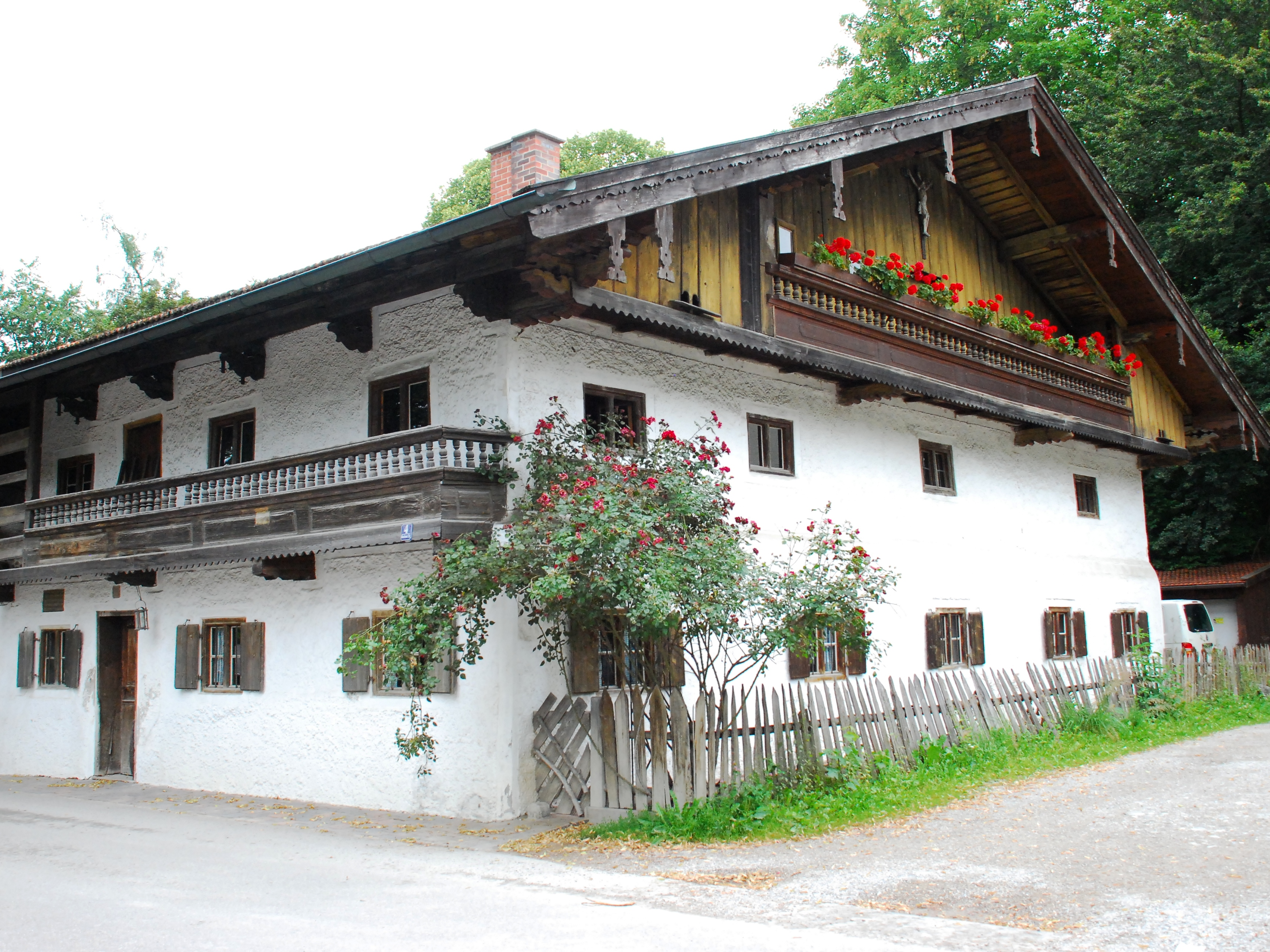
Sixthof in Aying

Der Sixthof in Aying, einer oberbayerischen Gemeinde im Landkreis München, wurde in der zweiten Hälfte des 18. Jahrhunderts errichtet. Der ehemalige Bauernhof an der Münchner Straße 4 ist ein geschütztes Baudenkmal.

## Beschreibung
Der Sixthof im Zentrum des Dorfes wird erstmals 1582 überliefert. Der Einfirsthof besteht aus einem Wohnteil mit gemauertem Erdgeschoss und verputztem Blockbau-Obergeschoss und einem Wirtschaftsteil. Dieser besitzt ein Traufbundwerk mit Andreaskreuzen.

## Heutige Nutzung
Der Sixthof beherbergt heute das Heimatmuseum mit bäuerlichen Einrichtungs- und Handwerksgegenständen seit dem 16. Jahrhundert.